# Silene toussidana
Silene toussidana är en nejlikväxtart som beskrevs av Quezel. Silene toussidana ingår i släktet glimmar, och familjen nejlikväxter. Inga underarter finns listade i Catalogue of Life.